# Joaquín Ibáñez García
Joaquín Ibáñez García ((Odón (Teruel), 6 de noviembre de 1720-Teruel, 1787) chantre de Teruel, erudito, viajero ilustrado, bibliófilo.

## Perfiles biográficos
Nacido en la localidad turolense de Odón, era hijo de Joaquín Ibáñez Ripiado, que, viudo, casó en segundas nupcias, naciendo de este segundo matrimonio un hermano del futuro chantre, Marcos Ibáñez, arquitecto mayor en Guatemala. Conocido generalmente de forma errónea por el "deán de Teruel", en realidad fue chantre, como sí recogió acertadamente el también erudito, aragonés y bibliófilo Juan Manuel Sánchez y Matilde López Serrano. No obstante, es muy probable que esta dignididad eclesiástica fuera en su caso honorífica y no ejerciera como tal. El error de calificarle de deán parece venir del archivero general de Palacio, Tomás Zaragoza y Sacristán, que en los años cuarenta del XIX sustitutía en sus ausencias al bibliotecario mayor Miguel Salvá Munar al frente de la Real Biblioteca. 
Estuvo Ibáñez en Roma desde 1740, llegando como diácono, y allí su objetivo era conseguir algún beneficio eclesiástico en la Dataría Apostólica de la Curia Romana, labor ardua y larga de alcanzar pues había cientos de pretendientes. En Roma mostró interés por las antigüedades y las ciencias eruditas, contactando con otros ilustrados españoles, especialmente del círculo valenciano, como Francisco Pérez Bayer, al que trató luego con frecuencia.  Allí además tuvo vida intelectual activa pues perteneció a la Academia de Historia Eclesiástica, creada para que estos pretendientes no estuvieran ociosos, y en ella desarrolló sus habilidades con el latín y sus saberes históricos, llegando a ser secretario de ella y luego de la embajada del reino de Nápoles en la Ciudad Eterna, constando como tal en 1754. Bajo esta nueva condición mejoró su situación laboral, social y económica, dedicando sin duda gran parte de sus ingresos a adquisiciones librarias y de objetos artísticos. En Roma conoció y trató además con Antonio Ponz y Francisco Pérez Bayer, que estuvo allí entre 1754 y 1759. En este año regresaría a España Ibáñez, con su dignidad de chantre de la catedral de Teruel, coincidiendo con la muerte de Fernando VI y el ascenso al trono de Carlos III. Le esperará más de un cuarto de siglo de vida para, ya en su tierra natal, desarrollar sus pasiones de estudio librario y coleccionismo.
Ya en Aragón, no se puede entender al chantre Ibáñez sin contextualizarlo en la realidad de la Ilustración aragonesa, protagonizada por José Nicolás de Azara y Félix de Azara, hermanos, Ignacio Jordán Claudio de Asso y del Río, el conde de Aranda, Pedro Pablo Abarca de Bolea, Joaquín Traggia, Juan Antonio Hernández Pérez de Larrea y otras personalidades que no enunciamos, y que dieron lugar a entidades como la Real Sociedad Económica Aragonesa de Amigos del País. Estuvo Ibáñez muy interesado por las letras humanas, era gran estudioso de las obras de humanistas y eruditos, pero también por las obras de arqueología y restos de la Antigüedad, como su amistad Francisco Pérez Bayer, si bien, además, Ibáñez tenía una faceta moderna, de interés por la arquitectura de su tiempo y las obras técnicas sobre ella.

## Su librería y el ingreso en la Real Biblioteca
Ibáñez reunió una muy amplia biblioteca personal que fue elogiada en su tiempo, como hace Antonio Ponz en su conocido Viaje por España, vol. XIII (1785, carta quarta): a Ibáñez le llama uno de sus "mejores amigos y de los más antiguos" pues sitúa la amistad en 30 años ya. Pondera sus colecciones, como la de medallas y piedras, que sitúa en 1500 piezas y subraya su "excelente librería" de libros raros y curiosos manuscritos. Además tenía pinturas de autores romanos, traídas de su estancia en la capital. Señala también una colección de vasos etruscos que había pasado al Infante don Gabriel de Borbón ya en vida suya. También en vida, el propio chantre hizo compras de libros para miembros de la Familia Real, por lo que no es raro que se pensara en ella para la venta de su librería, tal vez lo dejó así establecido.
Con respecto a la formación de la biblioteca, hay que señalar que en Zaragoza había actividad libraria intensa desde siempre, ya desde el XVI, en gran parte por la vida universitaria, y en el XVIII siguió existiendo al socaire, además, de la referida Ilustración aragonesa y su auge. Por ello, vía Zaragoza, hubo de adquirir una parte a través de la capital aragonesa, pues Teruel no era plaza libraria destacada. En su estancia en Roma, sin duda, hubo de hacerse con gran cantidad de ejemplares, siendo una urbe con tantos mercaderes de libros. Y otra parte de sus libros tendría su origen en su trato con otros ilustrados y hombres de letras, como Francisco Pérez Bayer y otros, pues debió originarse por intercambio con ellos, compras a los mismos de duplicados o ventas post mortem a las familias. El contenido de su extensa librería, por materias, es multidisciplinar pero abundan obras de humanistas españoles y del resto de Europa, estudios de erudición del propio siglo XVIII, obras históricas y geográficas del XVI y XVII, grandes obras en folio como atlas -los más importantes- u obras sobre zoología, botánica o de naturaleza científica, tratados de arquitectura, obras sobre bellas artes. Muchos de sus ejemplares, además de su sello en tinta, llevan anotaciones de su mano. Son escolios o breves comentarios al contenido, tanto en hojas de guarda como en el propio impreso, prueba de que no era un mero bibliófilo sino un erudito estudioso que buscaba determinadas ediciones, al modo de Gregorio Mayans y Siscar. Son marginalia aclaratorios y lo mismo aparecen en latín que en español, en una letra clara.
El 2 de junio de 1788, ya muerto Ibáñez, en Aranjuez, el presbítero Pedro Leal, uno de los albaceas testamentarios, recibió 81 705 reales de vellón por la librería del aragonés, en documento editado en Avisos. Noticias de la Real Biblioteca por Ahijado, y que fue entregada a finales del mes de mayo al muy próximamente rey Carlos IV, ingresando así su rica biblioteca en humanidades y artes en la Real Biblioteca. En el Archivo General de Palacio se encuentra documentación sobre el particular, localizada por José Antonio Ahijado, de la Real Biblioteca. Los libros fueron llevados momentáneamente al Palacio Real de Aranjuez y allí se hizo cargo de ellos el bibliotecario Manuel Antonio Álvarez, en el servicio real desde 1767, hasta 1803. La cantidad indicaba claramente que era un fondo importante en volumen, y se localizan exactamente en la base de datos IBIS de la Real Biblioteca 1 585 registros, equivalentes a más volúmenes pues cada registro es una obra y evidentemente las hay en multivolumen. El descubrimiento de este material de archivo ha sido capital para documentar uno de los fondos más amplios de la Real Biblioteca en su procedencia exacta, pues el sello ovalado que ostentan muchos de sus libros se ha atribuido tradicionalmente a Gregorio Mayans y Siscar, ya que aunque parece formar una gran "M" con dos "G" a cada lado, en realidad es una "Y" sustentada por dos "J", una a cada lado y las "G" son de "García", en un efecto de espejo muy propio del XVIII.
Otra marca de posesión suya es nominal en etiqueta, con su nombre y apellidos, pero aparece en mucha menor medida que el óvalo en tinta negra y parece que debió ser muy primigenia con respecto al óvalo pues es mucho menos frecuente y parece haberse dejado de usar en beneficio del primero. El sello de tinta negra, en óvalo, fue adjudicado a Gregorio Mayans y Siscar por el propio conde de las Navas, don Juan Gualberto López-Valdemoro y Quesada, bibliotecario mayor de la Real Biblioteca, en 1910, y de ahí se ha repetido el error, pese a que dos años antes, el bibliófilo Juan Manuel Sánchez lo mencionara a partir de un testimonio de Francisco Pérez Bayer, precisamente al describir un ejemplar de la Real Biblioteca. La confusión del conde de las Navas se produjo al existir algún libro de Ibáñez, con su sello ovalado, que tiene además el exlibris manuscrito de Mayans: "Ex bibliotheca Majansiana", como el I/172, el conocido incunable Batalla campal de los lobos y los perros de Alfonso de Palencia (Sevilla, Compañeros Alemanes, ca. 1490), y por ello dedujo que eran la misma posesión pues no es raro que los bibliófilos varíen de marca de posesión con el paso de los años. Además, el propio conde, que había sabido de libros de un "deán de Teruel" llegados a la Real Biblioteca indagó con cronistas aragoneses, como Domingo Gascón. Tras una errónea atribución a Francisco Antonio Campillo, Gascón le propuso otro listado y en el puesto décimo mencionaba uno muerto en 1783, Miguel Ibáñez de Bernabé, tal vez pariente del nuestro. El caso es que el conde de las Navas ignoró la atribución de 1908 de Juan Manuel Sánchez, que acierta en calificarle de chantre y no de deán, y recoge una mención que hizo de ese incunable Francisco Pérez Bayer, y al que llama este "Ignacio" en vez de Joaquín. Quiso el primero comprarle ese raro ejemplar sin éxito. Sánchez lo recoge como el primer impreso zaragozano localizado, por más antiguo. Así, el conde no dudó en atribuir el sello a Mayans pues creyó que por ser bibliotecario real (1733-1740) más adelante una parte de los libros del valenciano vendrían a parar a la Real Biblioteca. El caso es que algunos hay, no se sabe en qué circunstancias ingresaron, pero con su exlibris manuscrito. La coincidencia del sello de Ibáñez con el exlibris manuscrito se debió a que Ibáñez se hizo con alguno de Mayans, seguramente tras morir este en 1781. 
Por último, hay que indicar que no todos los libros de Ibáñez se hallan en la Real Biblioteca pues los hay, por ejemplo, de Conrad von Gesner y sus obras de animales y plantas en la Biblioteca del Museo Nacional de Ciencias Naturales, en Madrid, prueba de lo amplia que hubo de ser.